# Вълчи проход
Вълчи проход е поддържан резерват близо до село Голица, община Долни чифлик, област Варна. Обявен е със заповед № 508 от 28 март 1968 г. на Министерството на горите и горската промишленост. Днес заема площ от 42,31 хектара. Намира се на около 390 м н.в. В защитената местност има смесени буково-дъбови, буково-благунови и благуново-габърови дървета. Горите са запазени от човешката дейност. До резервата се стига единствено по горски път.